# ريما الثقفي
ريما رزق الله الثقفي، من مواليد 24 ديسمبر 1998، هي لاعبة كرة قدم سعودية، تلعب بمركز خط وسط، انضمت للمنتخب السعودي للسيدات سنة 2023.